# Vinci Autoroutes
 (août 2023).
Il peut être nécessaire de l'améliorer pour respecter le principe de neutralité de point de vue. Veuillez consulter la page de discussion pour plus de détails.

 (décembre 2024).
Si vous disposez d'ouvrages ou d'articles de référence ou si vous connaissez des sites web de qualité traitant du thème abordé ici, merci de compléter l'article en donnant les références utiles à sa vérifiabilité et en les liant à la section « Notes et références ».
Vinci Autoroutes est un pôle du groupe Vinci spécialisé dans la concession et l’exploitation d'infrastructures autoroutières. 
Avec 4 467 km d'autoroutes concédées sur les réseaux de ses cinq sociétés - Autoroutes du sud de la France (ASF), Cofiroute, Escota, Arcour et Arcos - Vinci Autoroutes est le premier opérateur d’autoroutes en concession en Europe[réf. à confirmer].
En 2024, son chiffre d'affaires est de 6 685 millions d'euros. 

## Historique

### Repères historiques concernant ASF, Cofiroute et Escota
En 1956, création de la société des Autoroutes Estérel Côte d’Azur Provence Alpes (Escota), première société concessionnaire d'autoroutes à péage de France.
En 1957, création de la société de l’Autoroute de la Vallée du Rhône (SAVR) qui devient Autoroutes du sud de la France (ASF) en 1973. 
En 1970, création de la Compagnie financière et industrielle des autoroutes plus connue sous le nom Cofiroute. Après sa faillite, l’autoroute de la Côte Basque (ACOBA) est intégrée au réseau ASF en 1991 et devient filiale d’ASF en 1994, tout comme Escota. 
Le télépéage inter-société Liber-t voit le jour en 2000.

### Vinci Autoroutes
Entre 2005 et 2006, le réseau autoroutier français est privatisé, le groupe Vinci rachète le groupe ASF et sa filiale Escota, regroupés en 2009 sous l'entité Vinci Autoroutes.
Les sociétés de Vinci Autoroutes s’engagent en 2010 à investir 750 millions d’euros dans la requalification environnementale des sections les plus anciennes dans le cadre du Paquet vert autoroutier. L'année suivante, la Fondation Vinci Autoroutes pour une conduite responsable voit le jour et lancement de Radio Vinci Autoroutes qui succède aux radios préexistantes.
En 2011, ouverture totale du Duplex A86, tunnel long de 10 km, à l'ouest de Paris entre Rueil-Malmaison et Vélizy.
En 2013, ouverture des 53 derniers kilomètres de l'autoroute A89 Bordeaux - Lyon.
En 2015, signature du "Plan de relance autoroutier"[réf. à confirmer] dont le premier grand projet est lancé l'année suivante : l'élargissement de l’A9 entre Le Boulou et la frontière espagnole. En 2017, inauguration et ouverture de la nouvelle A9 au sud de Montpellier, concédée à ASF comme le reste de l'autoroute.
En 2018, Vinci Autoroutes fonde sa filiale Ulys, spécialisée dans les télépéages aux particuliers et aux professionnels, et à la recharge de véhicules électriques.
En 2019, Vinci Autoroutes signe une convention de partenariat « autoroute bas carbone » avec la région Provence-Alpes-Côte d'Azur pour accélérer le développement de la mobilité décarbonée.
En 2023, Vinci Autoroutes annonce vouloir expérimenter deux technologies de recharge pour véhicules électriques sur l’autoroute A10 près de Paris.

## Dans le monde

### Allemagne
Actionnaire de la société Toll Collect GmbH, Cofiroute a participé au déploiement du premier système de télépéage autoroutier pour poids lourds (de plus de 12 tonnes), en service en Allemagne depuis le 1er janvier 2005. Ce système de perception automatique associe technologie satellitaire, pour localiser les véhicules, et liaisons GSM, pour transmettre les transactions. Les tarifs sont modulés en fonction des rejets polluants des véhicules.

### États-Unis
Cofiroute USA, aujourd'hui filiale de Vinci Concessions, a poursuivi en 2008 l’exploitation de l’autoroute « 91 Express Lanes » à Los Angeles. Construite sur le terre-plein central d’une autoroute gratuite, la « 91 Express Lanes » est la première autoroute au monde avec un péage entièrement automatisé et des tarifs modulés chaque jour.
Cofiroute a mis en place en 2005 un système de péage innovant sur une autoroute urbaine de 16 km à l’ouest de Minneapolis (I-394 HOT Lanes), dans l’État du Minnesota. Il consiste à proposer la gratuité de passage pour les véhicules pratiquant le covoiturage, et à faire payer un péage par voie électronique pour les autres. La modulation tarifaire se fait de manière dynamique et varie toutes les trois minutes en fonction du niveau du trafic sur la voie HOT (high occupancy and toll).

### Royaume-Uni
Pour le compte de la société concessionnaire SRC, Cofiroute Royaume-Uni est chargée de la collecte du péage sur les deux ponts traversant la Severn entre Bristol et Cardiff et reliant ainsi l’Angleterre au pays de Galles ; le plus récent des deux ponts a par ailleurs été construit par Vinci Autoroutes.
Pour la Highways Agency, Cofiroute Royaume-Uni a exploité, de 2003 à 2009, deux tunnels et un pont assurant le franchissement de la Tamise à Dartford, par l’autoroute M25, à l’est de Londres. Première barrière de péage d’Europe quant au trafic, cette infrastructure a enregistré une moyenne de 145 000 transactions quotidiennes en 2008 – et jusqu’à 176 000 en jours de pointe.

## Filiales
- ASF
- Cofiroute
- Escota
- Arcour
- Arcos

## Autoroutes en concession
- A7 : ASF
- A8 : ASF, Escota
- A9 : ASF
- A10 : ASF, Cofiroute
- A11 : ASF, Cofiroute
- A19 : Arcour (101 km)
- A20 : ASF
- A28 : Cofiroute
- A46 : ASF (partie sud)
- A50 : Escota
- A51 : Escota
- A52 : Escota
- A54 : ASF
- A57 : Escota
- A61 : ASF
- A62 : ASF
- A63 : ASF
- A64 : ASF
- A66 : ASF
- A68 : ASF
- A71 : Cofiroute
- A72 : ASF
- A81 : Cofiroute
- A83 : ASF
- A85 : Cofiroute
- A86 : Cofiroute (Duplex A86)
- A87 : ASF
- A89 : ASF
- A355 : Arcos
- A500 : Escota
- A501 : Escota
- A520 : Escota
- A641 : ASF
- A645 : ASF
- A680 : ASF
- A709 : ASF
- A837 : ASF
- Tunnel du Puymorens : ASF
- Tunnel de Toulon : Escota

## Données financières
| Année                       | 2012   | 2013,  | 2014   | 2015   | 2016   | 2017   | 2018   | 2019   | 2020   | 2021,  | 2022   | 2023   | 2024   |
| --------------------------- | ------ | ------ | ------ | ------ | ------ | ------ | ------ | ------ | ------ | ------ | ------ | ------ | ------ |
| Chiffre d'affaires          | 4 439  | 4 596  | 4 755  | 4 881  | 5 111  | 5 277  | 5 356  | 5 594  | 4 613  | 5 550  | 6 003  | 6 324  | 6 585  |
| Dette                       | 16 617 | 15 387 | 16 807 | 20 246 | 22 309 | 20 954 | 20 345 | 19 964 | 18 318 | 18 008 | 16 985 | 16 533 | 16 159 |
| Résultat net part du Groupe |        | 798    | 917    | 1 100  | 1 414  | 1 325  | 1 468  | 1 705  | 1 242  | 1 907  | 2 208  | 2 021  | 1 833  |
| Effectif                    | 7 458  | 7 135  | 6 769  | 6 776  | 6 530  | 6 309  | 6 168  | 6 095  | 5 925  | 5 762  |        | 5 513  | 5 365  |